# Limotettix humidus
Limotettix humidus är en insektsart som beskrevs av Henry Fairfield Osborn 1915. Limotettix humidus ingår i släktet Limotettix och familjen dvärgstritar. Inga underarter finns listade i Catalogue of Life.